# Tomàquet Cherry
El tomàquet Cherry (Solanum lycopersicum var. cerasiforme), també conegut com a tomaca cherry, cirerol o cirerola, és una varietat de tomaca menuda i redona.
La tomaca cherry és considerada com el possible ancestre immediat de la tomaca cultivada. Originària de la zona de l'Equador i el Perú, fins a tota l'Amèrica Tropical, va ser introduïda a Europa pels espanyols al començament del segle XVI.